# Katasztrófaelhárításért Szolgálati Jel
A Katasztrófaelhárításért Szolgálati Jel a honvédelmi miniszter által adományozott kitüntetés. A természeti és ipari katasztrófák okozta környezeti károk elhárítása során tanúsított kimagasló helytállás elismerésére. A kitüntetést egy 2010. évi HM rendelet alapította Hende Csaba honvédelmi miniszter a Ajkai vörösiszap-katasztrófát követően a Magyar Honvédség állományának részére. A 15/2013. (VIII. 22.) HM rendelet alapján a  „Zöldár - 2013” feladatban részt vett, szolgálatteljesítése alapján „Oklevél”-ben részesített személyi állomány a Katasztrófa-elhárításért Szolgálati Jel szalagsávját viselheti.